# Victor Grignard
François Auguste Victor Grignard, francoski kemik in nobelovec, * 6. maj 1871, Cherbourg, Francija, † 13. december 1935, Lyon.
Grignard je v Lyonu  študiral najprej matematiko in nato še kemijo in leta 1910 postal profesor na univerzi v Nancyju.  Med Prvo svetovno vojno se je preusmeril na raziskave bojnih strupov, predvsem na proizvodnjo fosgena in razvijanje metod za odkrivanje iperita. Na nemški strani se je z enakimi nalogami ukvarjal Nobelov nagrajenec  Fritz Haber.

## Grignardova reakcija
Njegovo največje odkritje je bila nova metoda za tvorbo vezi med ogljikovimi atomi, ki se po njem imenuje Grignardova reakcija. Grignardova reakcija je organokovinska reakcija, v kateri alkilni ali arilni magnezijevi halogenidi reagirajo kot nukleofili, napadejo elektrofilne ogljikove atome v polarni vezi, na primer v karbonilni skupini, in tvorijo novo vez C-C.  Na podoben način se lahko tvorijo tudi vezi med ogljikom in fosforjem, kositrom, silicijem, borom in drugimi heteroatomi. 
Reakcija poteka v dveh korakih:
- Tvorba Grignardovega reagenta, organomagnezijeve spojine, ki nastane v reakciji med organskim halogenidom R-X (R je lahko alkil ali aril, X pa je običajno brom ali jod) in kovinskim magnezijem. Spojino se običajno zapiše s splošno formulo R-Mg-X, čeprav je v resnici mnogo bolj zapletena.
- Adicija karbonila, ki poteče tako, da se raztopini Grignardovega reagenta doda aldehid ali keton. Ogljikov atom, ki je vezan na magnezij, se prenese na karbonilni ogljikov atom, kisik iz karbonila pa se veže na magnezij, tako da nastane alkoksid. Reakcija je nukleofilna adicija na karbonil. Po adiciji se reakcijska zmes obdela z vodno raztopino kisline, da se alkoksid pretvori v alkohol, magnezijeve soli pa se nato ločijo od nastalega produkta.

Victor Grignard in njegov sodelavec Paul Sabatier sta bila za "Uporabo organomagnezijevih spojin v preparativni organski kemiji" leta 1912 nagrajena z Nobelovo nagrado za kemijo.